# リー・ラブラダ
リー・ラブラダ（Lee Labrada, 1960年3月8日 - ）は、キューバ共和国ハバナ出身の、1980年代から1990年代に活躍したボディビルダー。

## 来歴
幼少期からフィットネスに興味を持ち、16歳からトレーニングジムに入会。
1978年にボディビルデビュー。1985年にIFBBプロカード取得。
最高位はミスター・オリンピア2位(1989年、1990年)。4位以内入賞は7回。
1993年引退。
引退から2年後にはサプリメント会社「Labrada Nutrition」を設立し、数年後にはアメリカ有数のサプリメント会社に成長。
息子のハンター・ラブラダもボディビルダー。